# This Place Will Become Your Tomb
This Place Will Become Your Tomb - другий студійний альбом анонімного британського рок-гурту Sleep Token. Записаний на студії G1 Productions у місті Веллс, графство Сомерсет, він був спродюсований Джорджем Левером, з яким гурт раніше працював над своїм дебютним альбомом Sundowning 2019 року. Альбом вийшов 24 вересня 2021 року на лейблі Spinefarm Records, йому передували сингли "Alkaline" у червні, "The Love You Want" у серпні та "Fall for Me" у вересні. This Place Will Become Your Tomb приніс Sleep Token перші позиції в чартах Великої Британії, потрапивши до топ-40 британського чарту альбомів та топ-20 шотландського чарту альбомів.

## Передісторія
Альбом This Place Will Become Your Tomb був анонсований 18 червня 2021 року і супроводжувався випуском першого синглу "Alkaline" та музичного відео . В офіційному прес-релізі стверджувалося, що альбом "заглиблюється в загадковий всесвіт Sleep Token, розсуваючи кордони і розмиваючи жанри, зберігаючи при цьому своє фірмове звучання" . Того ж дня гурт виступив на другій сцені фестивалю Download Festival Pilot, де вперше зіграв "Alkaline" наживо . За нею 6 серпня послідувала "The Love You Want" , і, нарешті, "Fall for Me" 17 вересня, за тиждень до виходу альбому.
Станом на жовтень 2023 року, за даними Setlist.fm, пісня з альбому This Place Will Become Your Tomb, яку Sleep Token найчастіше виконували наживо, - "Alkaline", яка посідає друге місце; далі йдуть "Hypnosis", "Like That" і "The Love You Want" .

## Рецепція

### Комерційна реклама
This Place Will Become Your Tomb став першим релізом Sleep Token, який потрапив до чартів, дебютувавши на 39 місці в британському чарті альбомів . У чарті середини тижня він мав дебютувати на 11 місці . Альбом також посів 12 місце в британському чарті завантажень альбомів , 11 місце в британському чарті продажів альбомів , 12 місце в британському чарті фізичних альбомів , 13 місце в британському чарті вінілових альбомів  і 13 місце в шотландському чарті альбомів. 

### Критика
Реакція ЗМІ на This Place Will Become Your Tomb була загалом позитивною. У рецензії 10/10, написаній для журналу Distorted Sound, Деніел Фелла назвав альбом "шедевром", стверджуючи, що "він незабутній, унікальний і до біса близький до бездоганного ... музика не може бути набагато кращою, ніж ця" . Оглядач Daily Express Каллум Крамліш дав альбому чотири з п'яти зірок, вихваляючи лірику як найкращу у творчості гурту, а також розвиток гурту в інших музичних стилях з часів Sundowning. Нечисленні критичні зауваження Крамліша щодо релізу включали твердження, що "деякі пісні альбому здаються трохи розтягнутими" і що "Fall for Me" відчувається "недоречною" . Журнал Upset також дав альбому чотири з п'яти, написавши, що "він сповнений чудових моментів, але між ними є деякі нерівні переходи звуків, які не повністю поєднуються".
Рецензент Kerrang! Джеймс Маккіннон поставив This Place Will Become Your Tomb три бали з п'яти. Він похвалив альбом за те, що в ньому представлені "переконливі пісні, які ми можемо зрозуміти", виділивши "Alkaline", "Hypnosis" і "The Love You Want"; однак він додав, що більша частина альбому "не підтримує [той самий] рівень натхнення", стверджуючи, що "нездатність розпізнати, коли слід завершити трек, все ще залишається ахіллесовою п'ятою Sleep Token". Аналогічно, Гаррісон Сміт для Gigwise поскаржився, що "часто відсутність різниці між треками ... відволікає від жанрової розмитості альбому", хоча його рецензія загалом була позитивною щодо діапазону ліричних тем і музичних стилів, прийнятих на альбомі. На противагу цьому, Вепеа Бунтугу з The Line of Best Fit припустив, що альбом "плавно перетікає від однієї пісні до іншої, з достатньою кількістю різноманітних мелодій, щоб уникнути монотонності, зберігаючи при цьому дуже чітке звучання протягом усього альбому". Хейдон Спенслі з Under the Radar назвав альбом "доступним" .

### Відзнаки
Наприкінці 2021 року журнал Distorted Sound визнав This Place Will Become Your Tomb третім найкращим альбомом року, поступившись лише "In the Court of the Dragon" Trivium і "Eternal Blue" Spiritbox . Kerrang! поставив його на 48 місце у своєму списку 50 найкращих альбомів 2021 року, а Емма Вілкс назвала реліз "емоційно яскравим" і відзначила всі три сингли, а також "Hypnosis" як основні моменти . Metal Hammer розмістив альбом на 14-му місці у своєму списку за підсумками року . Вісім авторів журналу включили альбом у свої списки топ-20, п'ять з яких - у топ-10 . У статті, опублікованій незабаром після виходу перших чотирьох синглів з Take Me Back to Eden у січні 2023 року, Metal Hammer включив "Alkaline", "The Love You Want", "Fall for Me" і "Hypnosis" до свого списку кращих пісень Sleep Token.

## Персонал
- Vessel – вокал, гітара, клавішні, тексти пісень
- II – барабани
- Джордж Левер – продюсування, інженерія, бас
- Sky van Hoff – зведення, монтаж, синтезатори, програмування

## Діаграми
| Діаграма (2021)                | пік Положення |
| ------------------------------ | ------------- |
| Шотландські альбоми ( OCC )    | 13            |
| Альбоми Великобританії ( OCC ) | 39            |